# Маршал Баграмян (станция метро)
Ма́ршал Баграмя́н (арм. Մարշալ Բաղրամյան, до конца 80-х — «Сараланджи») — станция Ереванского метрополитена. Расположена между станциями «Барекамутюн» и «Еритасардакан».

## История
Открыта 7 марта 1981 года в составе первого пускового участка Ереванского метрополитена «Барекамутюн» — «Сасунци Давид». До 1983 года станция называлась «Сараланджи» (в переводе с армянского языка — «на склоне холма». Это указывало на характер местности, где расположена станция). В 1983 году была переименована и получила нынешнее название.

## Описание
Станция расположена в центре Еревана, в районе Кентрон (дословный перевод — «центр») с выходом на Проспект Маршала Баграмяна, резиденцию Президента Армении, Парламент Армении и Парк Влюбленных. По проекту, станция будет пересадочной со второй линией Ереванского метрополитена. Станция названа в честь советского военачальника, дважды Героя Советского Союза, Маршала Советского Союза Ивана Христофоровича Баграмяна.

## Галерея

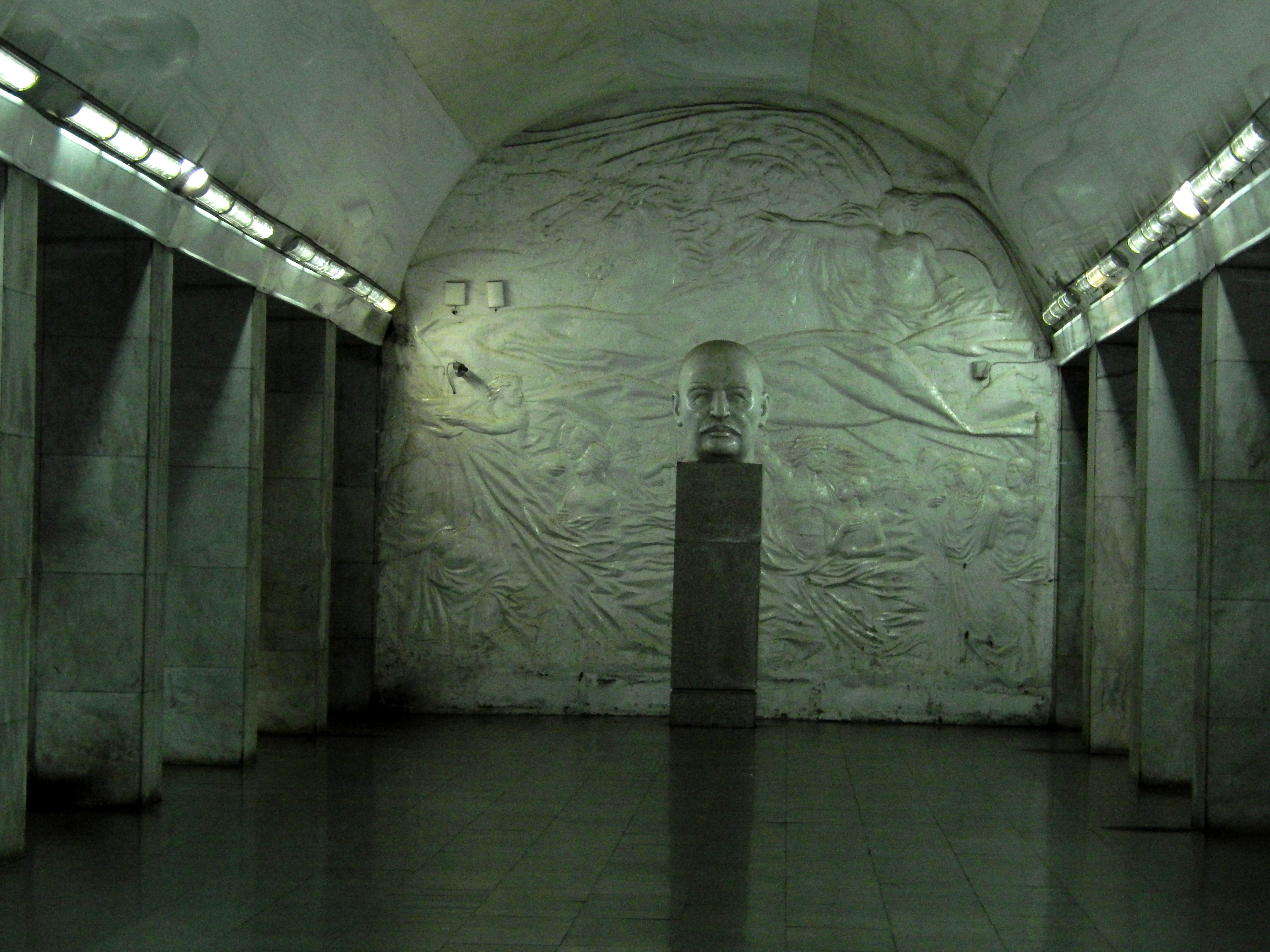
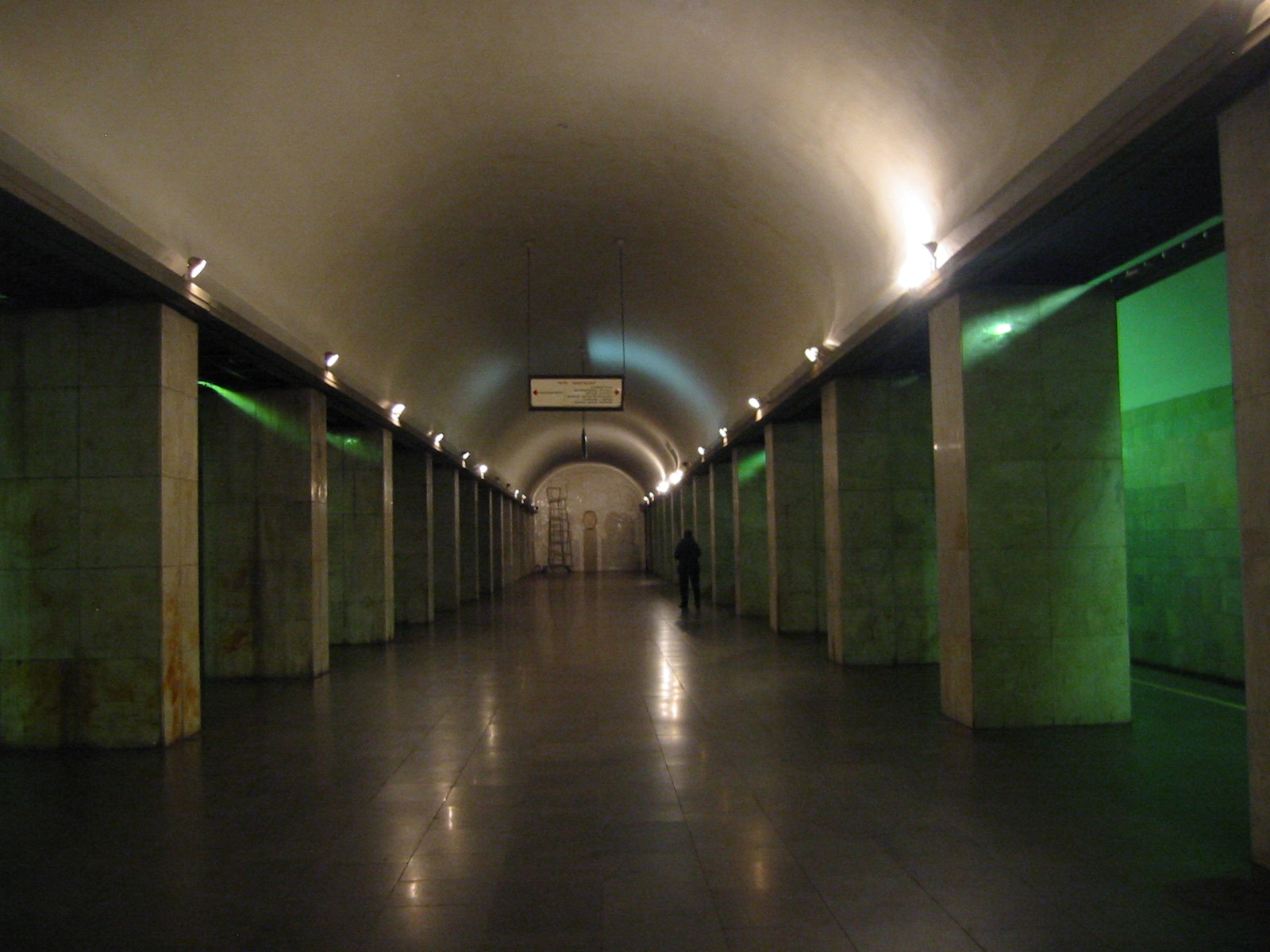
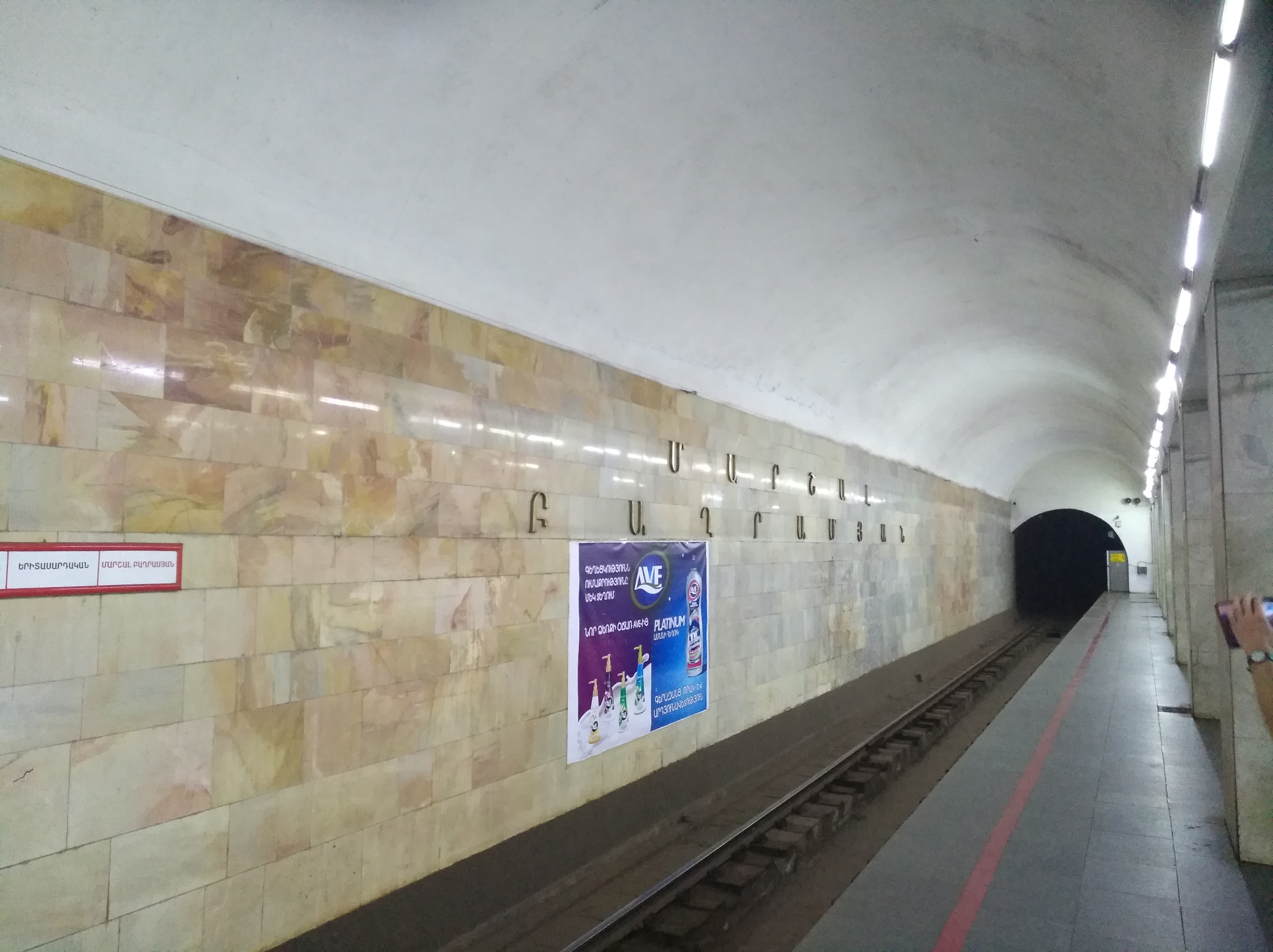
Посадочная платформа